# Benjamin Segura
Benjamin H. Segura – argentyński strzelec, mistrz świata.
Wystąpił na mistrzostwach świata w Buenos Aires (1903). Zdobył złoty medal w strzelaniu z pistoletu dowolnego z 50 metrów, osiągając 466 punktów. Wyprzedził Włocha Cesare Valerio i rodaka Marcelo de Alveara (późniejszego prezydenta Argentyny). Segura wraz z kolegami z reprezentacji wygrał także zawody drużynowe w tej samej konkurencji. Z kolei rok później został drużynowym wicemistrzem świata. 